# Coventry City Football Club 2022-2023
Questa voce raccoglie le informazioni riguardanti il Coventry City Football Club nelle competizioni ufficiali della stagione 2022-2023.

## Maglie e sponsor
| Casa | Trasferta | Terza divisa |

Sponsor ufficiale: BoyleSports
Fornitore tecnico: Hummel

## Rosa
Aggiornata al 18 settembre 2022.
| N. |                        | Ruolo | Calciatore      |
| -- | ---------------------- | ----- | --------------- |
| 1  | Inghilterra (bandiera) | P     | Simon Moore     |
| 2  | Inghilterra (bandiera) | D     | Jonathan Panzo  |
| 3  | Inghilterra (bandiera) | D     | Callum Doyle    |
| 4  | Scozia (bandiera)      | D     | Michael Rose    |
| 5  | Inghilterra (bandiera) | D     | Kyle McFadzean  |
| 6  | Scozia (bandiera)      | C     | Liam Kelly      |
| 8  | Inghilterra (bandiera) | C     | Jamie Allen     |
| 9  | Inghilterra (bandiera) | A     | Martyn Waghorn  |
| 10 | Inghilterra (bandiera) | C     | Callum O'Hare   |
| 11 | Irlanda (bandiera)     | D     | Tayo Adaramola  |
| 13 | Inghilterra (bandiera) | P     | Ben Wilson      |
| 14 | Inghilterra (bandiera) | C     | Ben Sheaf       |
| 17 | Svezia (bandiera)      | A     | Viktor Gyökeres |

| N. |                        | Ruolo | Calciatore     |
| -- | ---------------------- | ----- | -------------- |
| 19 | Inghilterra (bandiera) | A     | Tyler Walker   |
| 20 | Inghilterra (bandiera) | D     | Todd Kane      |
| 22 | Scozia (bandiera)      | D     | Josh Reid      |
| 23 | Inghilterra (bandiera) | D     | Fankaty Dabo   |
| 24 | Inghilterra (bandiera) | A     | Matt Godden    |
| 27 | Inghilterra (bandiera) | D     | Jake Bidwell   |
| 28 | Inghilterra (bandiera) | C     | Josh Eccles    |
| 30 | Portogallo (bandiera)  | A     | Fabio Tavares  |
| 32 | Scozia (bandiera)      | C     | Jack Burroughs |
| 38 | Paesi Bassi (bandiera) | C     | Gustavo Hamer  |
| 41 | Inghilterra (bandiera) | C     | Will Bapaga    |
| 45 | Giamaica (bandiera)    | C     | Kasey Palmer   |
|    | Germania (bandiera)    | C     | Marcel Hilßner |